# Lord Great Chamberlain
Rigshofmester i Storbritannien (oprindeligt: Rigshofmester i England) (engelsk: Lord Great Chamberlain) er én af de højeste ceremonielle embeder i Storbritannien. 

## Opgaver
Rigshofmesteren er den ceremonielle kommandant af Palace of Westminster. 
Han skal bistå kongen og dronningen under kroningen. Desuden er rigshofmesteren vært, når kongen eller dronningen besøger parlamentet. 
Rigshofmesteren er født medlem af Overhuset.

## Arveligt embede
Embedet som rigshofmester er arveligt. Titlen blev oprindeligt tildelt jarlen af Oxford, men da denne ikke kunne frembringe en mandlig arving, blev embedet tildelt forskellige slægter med tilknytning til jarlen. Siden 1780 har tre adelige slægter dermed delt embedet. Der er tale om slægterne Ancaster, Carrington og Chumley, som deler embedet således, at slægten Chumley indehaver 50%, imens slægterne Ancaster og Carrington indehaver hver 25%. 
Ved monarkens død, skifter embedet slægt. Under Elizabeth 2. af Storbritannien tilfaldt embedet slægten Chumley. Under Charles 3. af Storbritannien overgik embedet til slægten Carrington. Ved kong Charles 3.s død vil embedet gå tilbage til slægten Chumley, og først ved den anden monark efter Charles 3. vil embedet tilfalde slægten Ancaster. 
Under Henrik 8. af England blev arveretten til embedet suspenderet, således var Thomas Cromwell, 1. jarl af Essex kortvarigt rigshofmester i 1540.
Embedet som rigshofmester i England blev oprettet før 1130.
 Der er for få eller ingen kildehenvisninger i denne artikel, hvilket er et problem. Du kan hjælpe ved at angive troværdige kilder til de påstande, som fremføres i artiklen.